# Есек'єль Скелотто
Есек'єль Скелотто (італ. Ezequiel Schelotto, нар. 23 травня 1989, Буенос-Айрес) — італійський футболіст аргентинського походження, півзахисник/захисник клубу «Спортинг» (Лісабон).

## Клубна кар'єра
Народився 23 травня 1989 року в місті Буенос-Айрес. Вихованець юнацьких команд футбольних клубів «Велес Сарсфілд» та «Банфілд».
20 липня 2008 року він перейшов у італійську «Чезену», де займався у футбольній академії клубу. У квітні 2009 року він отримав право виступати за основний склад клубу, в якому до кінця сезону провів 6 ігор і забив 1 гол. У червні 2009 року половину контракту Скелотто викупила «Аталанта», але він продовжив виступати за «морських коників». У сезоні 2009/2010 Есек'єль провів 40 матчів клубу та забив 6 голів, чим допоміг клубу вийти в серію А. 
24 червня 2010 року «Аталанта» повністю викупила контракт Скелотто, але залишила його на правах оренди до кінця року в «Чезені». 28 серпня 2010 року Есек'єль дебютував в серії А в матчі з «Ромою», який завершився внічию 0:0.
На початку 2011 року, після завершення оренди в «Чезені», Скелотто був відправлений в оренду до «Катанії», де виступав до кінця сезону.
Влітку 2011 року повернувся в «Аталанту», ставши основним гравцем команди.
До складу клубу «Інтернаціонале» приєднався 31 січня 2013 року. За футболіста міланці заплатили 5,8 млн євро, а також віддали половину прав на Марко Ліваю. Відіграв за «нераззуррі» 12 матчів в національному чемпіонаті, після чого у серпні 2013 року був відданий в оренду до «Сассуоло», а в січні 2014 — до «Парми».
Знову не закріпившись у складі «Інтера», наприкінці серпня 2014 року був орендований клубом «К'єво».

## Виступи за збірні
Протягом 2009–2010 років залучався до складу молодіжної збірної Італії. На молодіжному рівні зіграв у 7 офіційних матчах.
Незважаючи на те, що він народився в Аргентині, 2011 року Скелотто висловився про своє бажання грати за національну збірну Італії. 
15 серпня 2012 року дебютував в офіційних матчах у складі національної збірної Італії. Наразі провів у формі головної команди країни 1 матч.

## Статистика виступів
Статистика станом на 19 травня 2013 року

### Статистика клубних виступів
| Сезон                | Команда              | Чемпіонат            | Чемпіонат | Чемпіонат | Coppa nazionali | Coppa nazionali | Coppa nazionali | Континентальні кубки | Континентальні кубки | Континентальні кубки | Інші змагання | Інші змагання | Інші змагання | Усього | Усього |
| Сезон                | Команда              | Ліга                 | Ігор      | Голів     | Ліга            | Ігор            | Голів           | Ліга                 | Ігор                 | Голів                | Ліга          | Ігор          | Голів         | Ігор   | Голів  |
| -------------------- | -------------------- | -------------------- | --------- | --------- | --------------- | --------------- | --------------- | -------------------- | -------------------- | -------------------- | ------------- | ------------- | ------------- | ------ | ------ |
| 2008-09              | «Чезена»             | ПД                   | 6         | 1         | КІ+КІ-ЛП        | 0+0             | 0+0             | —                    | —                    | —                    | —             | —             | —             | 6      | 1      |
| 2009-10              | «Чезена»             | B                    | 40        | 6         | КІ              | 2               | 0               | —                    | —                    | —                    | —             | —             | —             | 42     | 6      |
| 2010-11              | «Чезена»             | A                    | 17        | 0         | КІ              | 1               | 1               | —                    | —                    | —                    | —             | —             | —             | 18     | 1      |
| Усього за «Чезену»   | Усього за «Чезену»   | Усього за «Чезену»   | 63        | 7         |                 | 3               | 1               |                      |                      |                      |               |               |               | 66     | 8      |
| 2010-11              | «Катанія»            | A                    | 14        | 1         | КІ              | 0               | 0               | —                    | —                    | —                    | —             | —             | —             | 14     | 1      |
| 2011-12              | «Аталанта»           | A                    | 37        | 2         | КІ              | 1               | 0               | —                    | —                    | —                    | —             | —             | —             | 38     | 2      |
| 2012-13              | «Аталанта»           | A                    | 16        | 0         | КІ              | 2               | 0               | —                    | —                    | —                    | —             | —             | —             | 18     | 0      |
| Усього за «Аталанту» | Усього за «Аталанту» | Усього за «Аталанту» | 53        | 2         |                 | 3               | 0               |                      |                      |                      |               |               |               | 56     | 2      |
| 2012-13              | «Інтернаціонале»     | A                    | 12        | 1         | КІ              | 1               | 0               | ЛЄ                   | —                    | —                    | —             | —             | —             | 13     | 1      |
| Усього за кар'єру    | Усього за кар'єру    | Усього за кар'єру    | 142       | 11        |                 | 7               | 1               |                      |                      |                      |               |               |               | 149    | 12     |

### Статистика виступів за збірну
| Дата       | Місто | Господарі | Результат | Гості  | Турнір           | Голи | Примітки |
| ---------- | ----- | --------- | --------- | ------ | ---------------- | ---- | -------- |
| 15/08/2012 | Berna | Італія    | 1 – 2     | Англія | товариський матч | -    |          |
| Усього     |       | Матчів    | 1         |        | Голів            | 0    |          |